# 21671 Warrener
21671 Warrener è un asteroide della fascia principale. Scoperto nel 1999, presenta un'orbita caratterizzata da un semiasse maggiore pari a 2,6039679 UA e da un'eccentricità di 0,0510168, inclinata di 14,65930° rispetto all'eclittica.